# Quenten Martinus
Quenten Martinus (Willemstad, 7 marzo 1991) è un ex calciatore olandese originario di Curaçao, di ruolo attaccante.

## Palmarès

### Club

#### Competizioni nazionali
- Coppa di Lega ungherese: 1

Ferencváros: 2012-2013
- Coppa dell'Imperatore: 1

Urawa Red Diamonds: 2018